# Mario Luzi

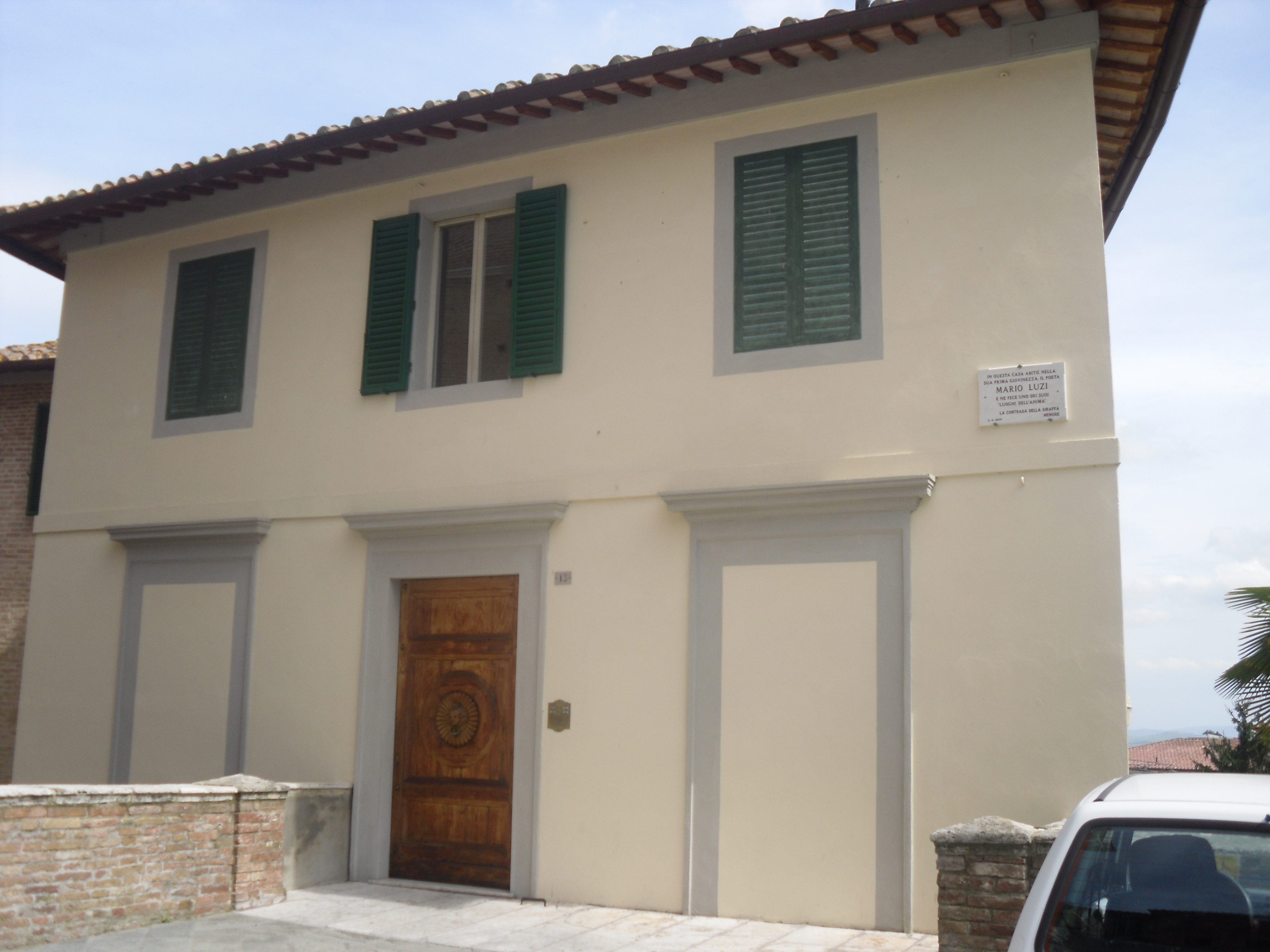
Dom Mario Luzi

Mario Luzi (ur. 20 października 1914 w Castello koło Florencji, zm. 28 lutego 2005 we Florencji) – włoski poeta.
Przez większość życia był związany z Florencją, gdzie pracował m.in. jako wykładowca literatury francuskiej. Z okazji 90. rocznicy urodzin poety prezydent Włoch Carlo Azeglio Ciampi nadał mu w 2004 godność dożywotniego senatora.
Uchodził za jednego z twórców nurtu poetyckiego hermetyzmu, bliskiego symbolizmowi, dążącego do wypracowania tzw. czystej poezji. Debiutował w 1935 tomem poezji Łódź (La barca). Wydał łącznie kilkanaście zbiorów poetyckich, ponadto pisał dramaty poetyckie, eseje oraz utwory prozatorskie. Tłumaczył na włoski literaturę angielską (m.in. Szekspira), francuską i hiszpańską, w 1990 dokonał scenicznej adaptacji Czyśćca Dantego.
Zaliczano go do czołowych twórców katolickich; w jego poezji znajduje się wiele odwołań do religii (nie tylko katolickiej), a także do współczesnej historii Włoch. W 1999 na zaproszenie Jana Pawła II napisał rozważania na uroczystości Drogi Krzyżowej w Watykanie. Jedną ze sztuk poświęcił zamordowanemu przez mafię proboszczowi z Palermo Giuseppe Puglisiemu. 
Przez wiele lat wymieniany w gronie kandydatów do literackiego Nobla, zdecydowanie protestował przeciwko przyznaniu nagrody w 1997 jego rodakowi, kontrowersyjnemu dramaturgowi lewicowemu Dario Fo.